# Enallagma traviatum
Enallagma traviatum är en trollsländeart. Enallagma traviatum ingår i släktet Enallagma och familjen dammflicksländor. IUCN kategoriserar arten globalt som livskraftig.

## Underarter
Arten delas in i följande underarter:
- E. t. traviatum
- E. t. westfalli